# Afghanistan i olympiska sommarspelen 1960
Afghanistan deltog i de olympiska sommarspelen 1960 med en trupp bestående av 12 deltagare. Ingen av landets deltagare erövrade någon medalj.